# 一色義子
一色 義子（いっしき よしこ、1928年3月8日 - ）は、日本の新教神学者、翻訳家。元恵泉女学園理事長。

## 経歴
東京府に一色乕児と妻ゆり（河井道の弟子）の娘として生まれる。
恵泉女学園高等学校を経て、学習院大学文学部卒、東京神学大学卒、同大学院修了。ボストン大学神学部フルブライト留学生。サンフランシスコ神学大学で博士号取得。
恵泉女学園大学講師、助教授、教授、理事、理事長を務めた。日本キリスト教婦人矯風会会長。日本基督教団経堂緑岡教会協力牧師。日本聖書協会、アジア学院、興望館など各理事。2009年キリスト教功労者。
夫は一色尚次（旧姓・馬杉）。

## 著書
- 『勝利の乙女』（新教出版社） 1944
- 『光の子』（香柏書房） 1947
- 『花のあけぼの』（雁書房） 1950
- 『河井道子先生 愛の人』（創元社） 1953
- 『みずうみのあさ』（小作青史え、こぐま社） 1969
- 『ベツレヘムへの道』（佐野洋子絵、こぐま社） 1975
- 『デーン・リーパー 日本を愛し青年伝道に専心した人』（日本教会新報社、少年少女信仰偉人伝） 1982
- 『ろばのこロロ』（宮沢紅子絵、こぐま社） 1984
- 『ぴょんと七つのたまご』（安藤由紀絵、燦葉出版社） 1986
- 『水がめを置いて イエスと出会った女性たち』（キリスト新聞社） 1996
- 『エバからマリアまで 聖書の歴史を担った女性たち』（キリスト新聞社） 2003
- 『河井道と一色ゆりの物語 恵みのシスターフッド』（キリスト新聞社） 2012

## 翻訳
- 『あなたと私の十代』（エレノア・ルーズベルト, ヘレン・フェリス、秋元書房） 1963
- 『さびしくないわ』（ベティ・カヴァナ、秋元書房） 1966
- 『メイリイとおまつり』（トマス・ハンドホース文・絵、ポプラ社） 1967
- 『ながぐつをはいたねこ フランスのはなし』（村田恵理子絵、コーキ出版、絵本ファンタジア） 1982
- 『サッテヤ 言葉と絵による黙想』（ナリニ・ジャヤスリヤ、日本基督教団出版局） 1986
- 『わたしの居場所はどこ? 主体的信仰を求める女性たちの声』（M・T・ウィンター, A・ルミス, A・ストークス編、春原鈴子, 原田多恵子共監訳、教文館） 2009